# Somatyczny układ nerwowy

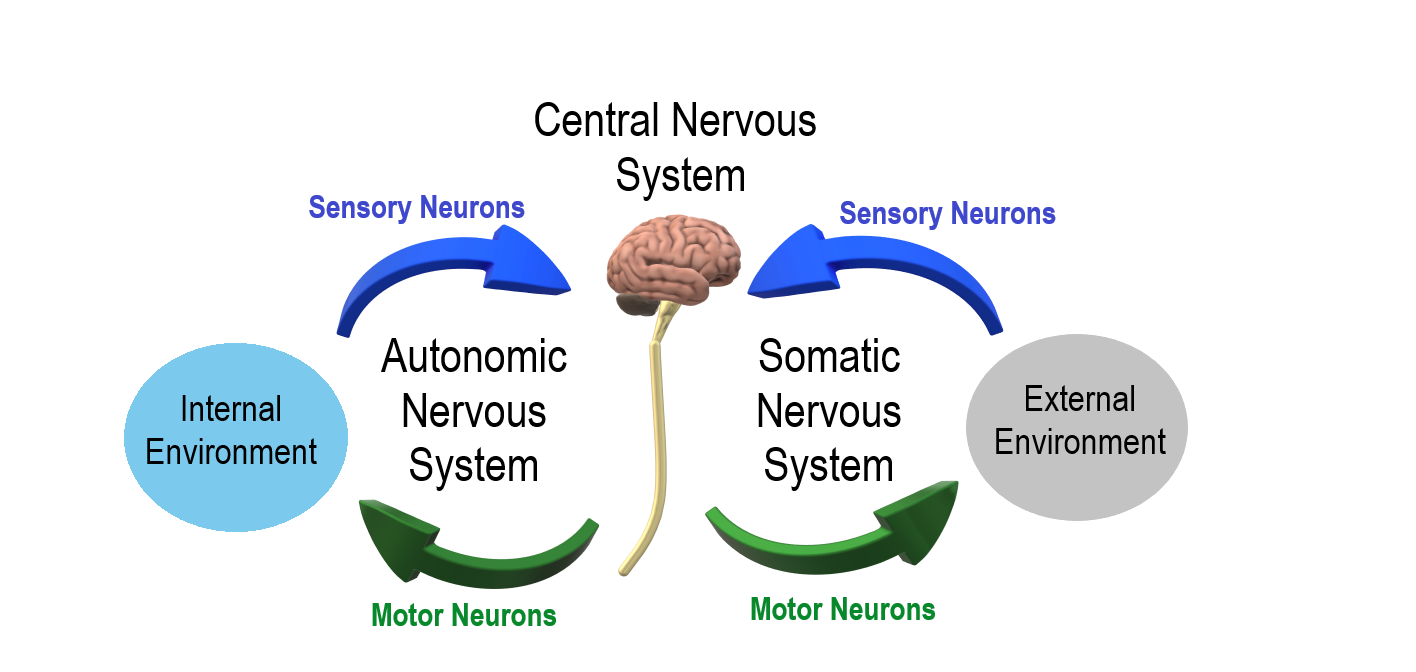
Reprezentacja roli i zależności somatycznego i autonomicznego układu nerwowego

Somatyczny układ nerwowy albo układ somatyczny (łac. systema nervosum somaticum) – układ odpowiedzialny za kontakt ze środowiskiem zewnętrznym oraz szybkie reagowanie w przypadku zachodzących w nim zmian. Układ somatyczny odbiera sygnały z narządów zmysłów i unerwia mięśnie szkieletowe, kieruje ich pracą oraz pracą gruczołów skórnych i komórek barwnikowych skóry. Działanie tego układu w dużym stopniu podlega kontroli świadomości. Wraz z układem autonomicznym tworzy obwodowy układ nerwowy.
Układ somatyczny dzieli się na ruchowy (piramidowy i pozapiramidowy) i czuciowy (czucia powierzchniowego, czucia głębokiego, narządów zmysłów).